# Charisma (film)
Pour les articles homonymes, voir Charisma.
Pour plus de détails, voir Fiche technique et Distribution.
Charisma (カリスマ, Karisuma) est un film japonais réalisé par Kiyoshi Kurosawa, sorti en 1999.

## Synopsis
À la suite d'une prise d'otage qui tourne au drame, l'officier Goro Yabuike reçoit l'ordre de prendre quelques jours de « congés ». Ses supérieurs le tiennent en effet directement responsable du bain de sang qui a eu lieu : Yabuike leur explique simplement avoir cherché à sauver les deux personnes : le preneur, et l'otage. Il s'exile dans une forêt. Yabuike y découvre une étrange société se déchirant autour d'un arbre que l'on nomme « Charisma ».

## Fiche technique
- Titre : Charisma
- Titre original : カリスマ (Karisuma?)
- Réalisation : Kiyoshi Kurosawa
- Scénario : Kiyoshi Kurosawa
- Production : Satoshi Kanno, Atsuyuki Shimoda, Nobuo Ikeguchi et Masaya Nakamura
- Musique : Gary Ashiya
- Photographie : Jun'ichirō Hayashi
- Décors : Tomoyuki Maruo
- Montage : Jun'ichi Kikuchi
- Pays de production :  Japon
- Langue originale : japonais
- Format : couleur - 1,85:1 - Dolby Digital - 35 mm
- Genre : drame
- Durée : 104 minutes
- Dates de sortie :
  - France : 17 mai 1999 (Festival de Cannes)[1] - 8 décembre 1999 (sortie en salles)[1]
  - Japon : 26 février 2000[2]

## Distribution
- Kōji Yakusho : Goro Yabuike
- Hiroyuki Ikeuchi : Naoto Kiriyama
- Ren Ōsugi : Satoshi Nakasone
- Yoriko Dōguchi : Chizuru Jinbo
- Jun Fubuki : Mitsuko Jinbo
- Akira Otaka : Tatsuo Tsuboi
- Yutaka Matsushige : Nekoshima
- Sachiko Meguro : Hanako
- Masayuki Shionoya : Bucho
- Masahiro Toda : jeune officier
- Kōichi Inamura : jeune homme
- Yōji Tanaka : Sugishita
- Atsushi Nishida : Nishi
- Setchin Kawaya : ouvrier

## Autour du film
Selon Jean-Michel Frodon, « au début de ce film-charnière qu'est donc Charisma, on voit le personnage principal brutalement éjecté du cadre d'un film policier classique parce qu'une position morale y est devenue intenable, que la loi du meurtre y règne seule. Comme tout grand film, Charisma est aussi (mais jamais seulement) une méditation sur le cinéma, qui décrit le détour obligé d'un créateur par un ailleurs fantasmagorique, pour reprendre la chemin du récit, de la réalité, comme le fait Yabuike à la fin quand il sort de la forêt ».
Charisma a été projeté au Festival de Cannes 1999 dans le cadre de la Quinzaine des réalisateurs.

## Distinctions

### Récompenses
- Prix du meilleur film lors des Japanese Professional Movie Awards 2001[3]

### Nominations
- Nomination au prix du meilleur film asiatique lors du Festival international du film de Singapour 2000